# Alek'sandr T'adewosyan
Alek'sandr T'adewosyan (in armeno Ալեքսանդր Թադևոսյան?; Tbilisi, 9 agosto 1980) è un ex calciatore armeno, di ruolo difensore.

## Palmarès

### Club

#### Competizioni nazionali
- Campionato armeno: 6

Pyunik: 2003, 2004, 2005, 2006, 2007, 2008
- Coppa d'Armenia: 1

Pyunik: 2004
- Supercoppa d'Armenia: 3

Pyunik: 2004, 2005, 2007